# Tiszavasvári
Tiszavasvári ist eine Stadt im Komitat Szabolcs-Szatmár-Bereg, das im Nordosten Ungarns liegt. Die Stadt ist Verwaltungssitz des gleichnamigen Kreises.

## Geografische Lage
Die Stadt liegt 28 Kilometer westlich des Komitatssitzes Nyíregyháza am Keleti-főcsatorna (deutsch Östlicher Hauptkanal). Nachbargemeinden sind Szorgalmatos und Tedej.

## Geschichte
Tiszavasvári entstand aus den beiden Gemeinden Tiszabűd und Szentmihály, die zunächst 1941 unter dem Namen Bűdszentmihály vereinigt wurden und 1952 in Tiszavasvári umbenannt wurde. Seit 1986 besitzt Tiszavasvári den Status einer Stadt.

## Sehenswürdigkeiten
- Pál Vasvári Museum
- Schloss Dessewffy, 19. Jahrhundert, Klassizismus
- Schloss Kornis-Dogály
- Griechisch-katholische Kirche Szent Miklós, 1762 erbaut, Barock
- Reformierte Kirche, 18. Jahrhundert
- Römisch-katholische Kirche Szent Eleonóra, erbaut 1912, Neugotik
- Thermal- und Heilbad Tiszavasvári Strandfürdő

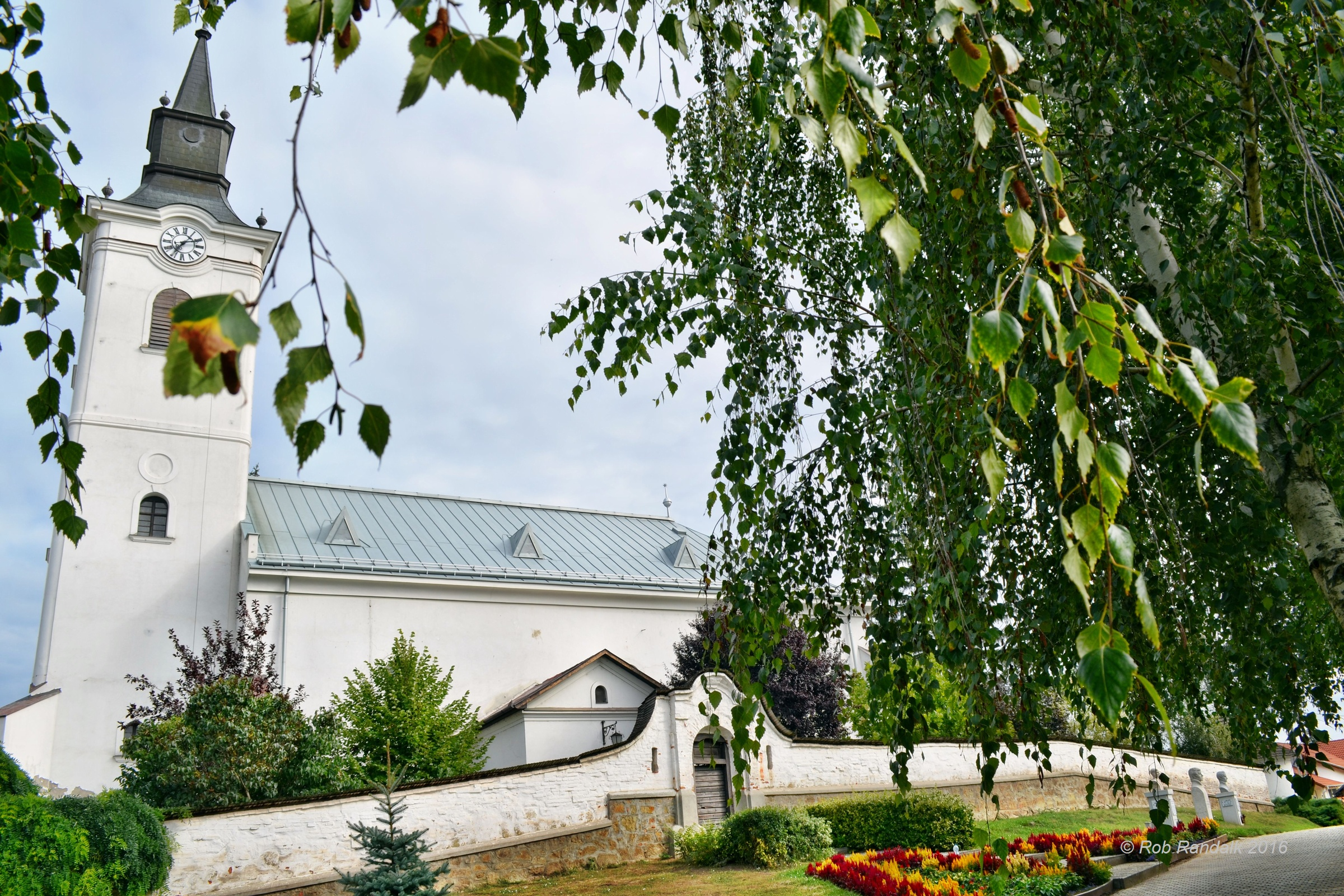
Reformierte Kirche
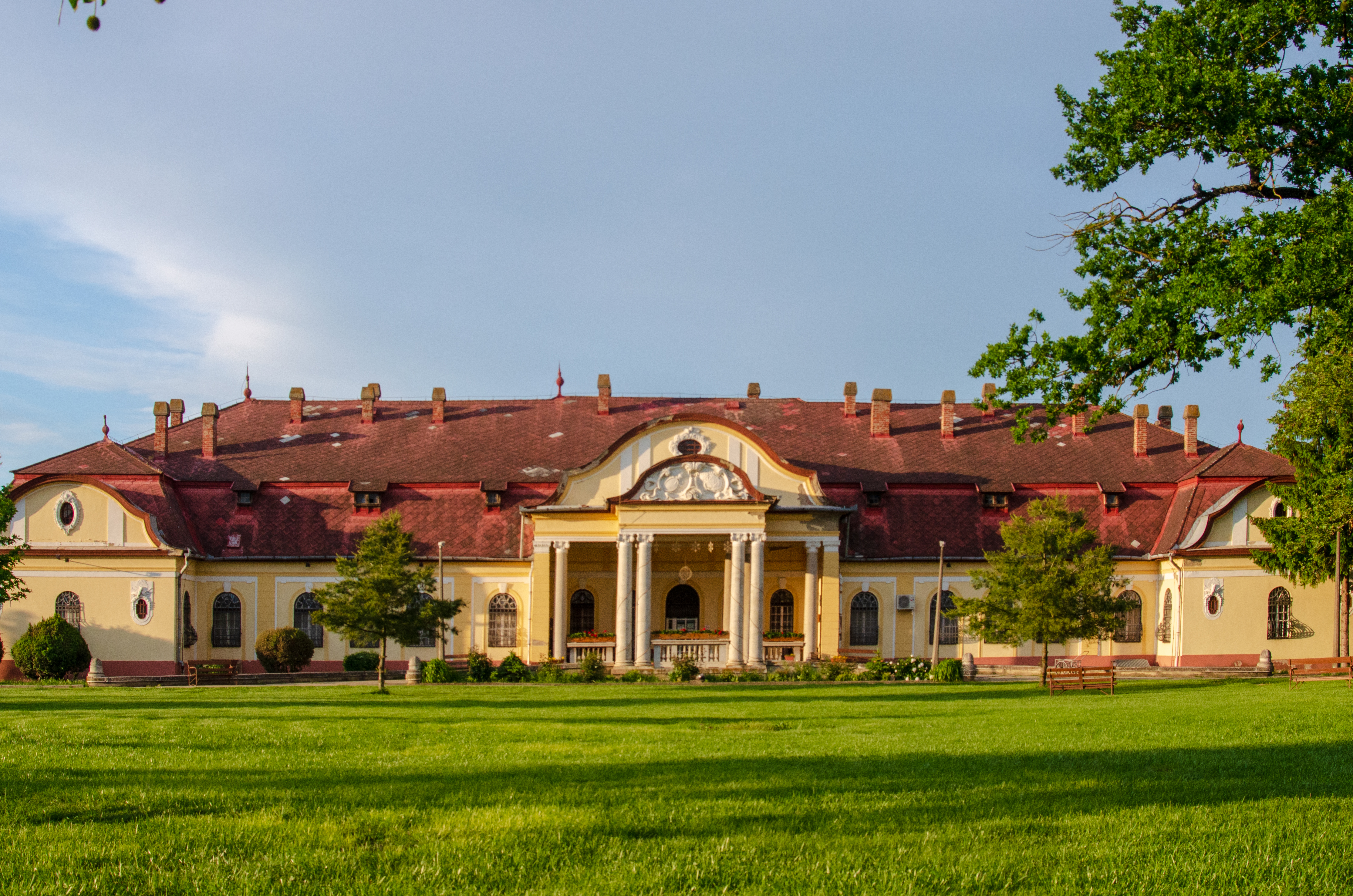
Schloss Kornis-Dogály

## Persönlichkeiten
- Pál Vasvári (1826–1848) – Historiker, Philosoph, Revolutionär
- Ferenc Pethe (1762–1832) – Publizist, Ökonom
- János Kabay (1896–1936) – Chemiker, Pharmazeut

## Städtepartnerschaften
- Baia Mare, Rumänien (2006)
- Osmaniye, Türkei (2011)
- Yichun, China (2011)
- Ardabil, Iran (2011)

## Verkehr
Durch Tiszavasvári verläuft die Hauptstraße Nr. 36. Die Stadt ist angebunden an die Eisenbahnstrecken nach Debrecen und nach Tiszalök.